# Tiberio Sempronio Bleso
Tiberio Sempronio Bleso  (m. 217 a. C.) fue un político y militar romano del siglo III a. C. perteneciente a la gens Sempronia.

## Familia
Bleso fue miembro de los Sempronios Blesos, una rama familiar plebeya de la gens Sempronia. Fue hijo de Cayo Sempronio Bleso, dos veces cónsul, y hermano de Cayo Sempronio Bleso.

## Carrera pública
Formó parte, en calidad de cuestor, del contingente de tropas comandadas por Cneo Servilio Gémino que, en el año 217 a. C., en los primeros enfrentamientos de la segunda guerra púnica, saquearon las costas de Córcega-Cerdeña y África. Murió en una emboscada durante un saqueo en esta última con otro millar de compatriotas.